# Oregon Route 62
Az Oregon Route 62 (OR-62) egy oregoni állami országút, amely kelet–nyugati irányban a 97-es szövetségi országút chiloquini kereszteződésétől a 99-es és 238-as utak medfordi csomópontjáig halad.
A szakasz Crater Lake Highway No. 22 néven is ismert.

## Leírás
Az útvonal északi irányú félkörbe fut. A szakasz a 97-es szövetségi országútról ágazik le a Chiloquin déli határán fekvő Kla-Mo-Ya kaszinóval szemben. A pálya kisebb kanyarokkal északnyugati irányban fut; a Fort Klamath településen található kereszteződés után egy rövid északi szakasza is van. A szakasz Union Creektől északkeletre a 230-as út bendi elágazásához érkezik, iránya innentől délnyugatira változik, majd Prospectet és Cascade Gorge-ot elhagyva keresztezi a Lost-pataki-tavat. Trailnél a 227-es út canyonville-i csomópontjában délre fordul, majd Shady Cove és Eagle Point között a 234-es út Gold Hill-i elágazásához érkezik. A szakaszról White Citynél a 140-es úton Klamath Falls felé lehet letérni, továbbhaladva pedig Medfordba érkezik. Az Interstate 5 ashlandi és Grants Pass-i felhajtója után az út egy kereszteződésben végződik, ahol a 99-esen Central Point, míg a 238-ason Jacksonville felé lehet továbbhajtani.